# Mitxúrina (Adiguèsia)
|  | Per a altres significats, vegeu «Mitxúrina». |

Mitxúrina - Мичурина (rus) és un possiólok de la República d'Adiguèsia, a Rússia. Es troba a 6 km al sud-est de Tulski i a 17,5 km al sud de Maikop.
Pertany al municipi de Timiriàzeva.